# Паткуль, Мария Александровна
Баронесса Мария Александровна Паткуль, урожд. маркиза де Траверсе (29 июня (11 июля) 1822, под Ревелем — 24 ноября (6 декабря) 1900, Царское Село)  — русская благотворительница и мемуаристка.

## Биография
Происходила из семьи морских офицеров. Дочь генерал-майора маркиза Александра Ивановича де Траверсе и Александры Леонтьевны Спафарьевой, внучка морского министра И. И. де Траверсе.
Детство провела в Гельсингфорсе и в доме деда, генерал-лейтенанта Л. В. Спафарьева, в Ревеле. Сохранила воспоминания о деде, маркизе де Траверсе, у которого бывала в поместье; по ее словам, это был «высокий, прямой, с французским лицом, еще видный старик», очень плохо говоривший по-русски.
Получила хорошее домашнее образование, проявив способности к изучению языков. Хорошо владела французским, немецким, латынью, а для общения с пожилыми финляндскими родственниками матери, не владевшими иными языками, кроме шведского, освоила и его.
В 18 лет, после смерти матери, переехала из Ревеля в Гельсингфорс, где блистала в обществе, вместе с двумя подругами, графиней Матильдой Армфельт и Розиной Гартман; светские поклонники именовали этих дам «Солнцем», «Луной» и «Северным Сиянием».
В Финляндии друзьями маркизы были академик Я. К. Грот и П. А. Плетнев, посвящавшие ей стихи. В доме Траверсе Яков Грот читал свой перевод «Саги о Фритьофе» Тегнера. В январе 1841 года семья де Траверсе переехала в Петербург. По поводу вступления маркизы в высший столичный свет Плетнев написал стихотворение, получившее большую известность. 
Наследник цесаревич Александр Николаевич, до которого дошли эти строки, поручил светскому поэту И. П. Мятлеву защитить Петербург. Мятлев посвятил маркизе де Траверсе несколько стихотворений, в которых иронически прошелся по адресу «Чухляндии», и публично читал их в дворянском собрании.
В столице юная маркиза, благодаря красоте и изяществу манер, также стала знаменитостью на балах и приемах, а острый ум и хорошее воспитание позволили ей избежать соблазнов, от которых предостерегали финляндские друзья.

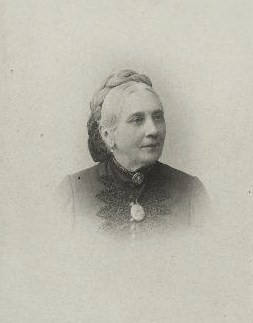
Баронесса М. А. Паткуль

27 августа 1841 в Ревеле, в доме Спафарьева Мария де Траверсе сочеталась браком с наперсником цесаревича поручиком лейб-гвардии бароном А. В. Паткулем. Брак был заключен по любви и оказался счастливым. Супруги пользовались неизменным расположением императорской четы, которой Мария была представлена на балу в Александровском дворце, а затем и Александра II с супругой.
Помимо знакомства с известными людьми своего времени, описанного в воспоминаниях, и близости к императорской семье, Мария Паткуль была известна общественной и благотворительной деятельностью. В период пребывания в Варшаве, где ее муж в 1864—1869 командовал 2-й гренадерской дивизией, она вместе с баронессой Е. Н. Менгден организовала благотворительные учреждения для православного населения, и занималась обустройством православных церквей Привислянского края, находившихся в бедственном положении. Стараниями Паткуль и Менгден было создано «Русское благотворительное общество» и устроен приют, включенный затем в систему Мариинских учреждений.
По совету мужа баронесса создала Дамский комитет при Варшавском обществе Красного креста. Позднее в Царском Селе ею было выкуплено фабричное здание, и на средства, выделенные императором, также организован приют, взятый под покровительство императрицы Марии Федоровны, а в 1876 году основан Дамский комитет местного общества Красного креста.
Во время русско-турецкой войны баронесса, потерявшая в 1877 году мужа, по поручению императрицы занималась ранеными, размещенными в придворной больнице.
Последние годы провела в Царском Селе, возглавляя многочисленную семью. Последняя запись в ее записках датирована 25 мая 1900, когда баронесса удостоилась посещения императрицы Марии Федоровны.
Похоронена на кладбище села Большое Кузьмино (Пушкин).

## Семья

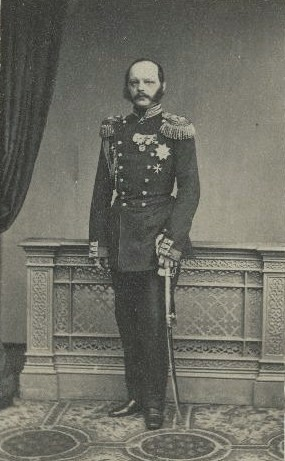
Александр Владимирович, муж

Муж (27.08.1841) — барон Александр Владимирович Паткуль (1817—1877), генерал от инфантерии. Дети:
- Александра (8.09.1842—13.10.1873[5]), фрейлина двора (с 16.04.1866); замужем с 03.11.1866 года за генералом от инфантерии К. М. Войде (1833—1905).
- Николай (1.12.1843 — 26.02.1845[1])
- Александр (14.10.1845—14.07.1896[1]), полковник кавалерии.
- Мария (8.04.1848— ?), фрейлина двора (с 17.04.1868); замужем с апреля 1869 года за Иваном Карловичем фон Мейером (1832—1904), действительным статским советником.
- Владимир (25.08.1850—1907), поручик лейб-гвардии Кирасирского его величества полка. Женат  (с 1878) на Юлии Николаевне Вараксиной (1858—после 1917), дочери капитан-лейтенанта.
- Алексей (15.03.1852—31.01.1865[1])
- Сергей (30.08.1854—22.11.1884[1]), офицер лейб-гвардии, участник русско-турецкой войны. Женат с января 1881 года на Марии Григорьевне Беклешовой.
- Ольга (1857— ?), фрейлина двора (с 15.08.1874), замужем с 30.07.1880 года за Сергеем Александровичем Мамаевым, поручиком лейб-гвардии Кирасирского его величества полка.
- Вера (1.5.1858—26.12.1860[1])
- Евгения (29.09.1864—?), замужем с 22.04.1887 года за Александром Михайловичем Малиновским, офицером лейб-гвардии полка.